# Cyaneolytta baulnyi
Cyaneolytta baulnyi es una especie de coleóptero de la familia Meloidae.

## Distribución geográfica
Habita en Guinea (África).